# Roger Vitrac
Roger Vitrac (17 november 1899 - 22 januari 1952) was een Franse surrealistische toneelschrijver en dichter.
Hij werd geboren in Pinsac en verhuisde in 1910 naar Parijs. In zijn jonge jaren werd hij beïnvloed door het symbolisme en het werk van Comte de Lautréamont en Alfred Jarry, en ontwikkelde hij een voorliefde voor theater en poëzie. Na zijn eindexamen aan de middelbare school gaf hij een verzameling gedichten uit, getiteld Le Faune noir.
Tijdens zijn drie jaar durende militaire dienst ontmoette hij Marcel Arland, François Baron, Georges Limbour en René Crevel, met wie hij de literaire revue Aventure oprichtte. Via deze groep ontmoette Vitrac omstreeks 1921 André Breton en Louis Aragon in Café Certa, een café waar veel dadaïstische activiteiten plaatsvonden, totdat het de thuisbasis voor surrealistische kunstenaars werd. Vitrac sloot zich in de vroege jaren twintig aan bij de surrealistische beweging en droeg bij aan de eerste uitgaven van het tijdschrift La Révolution Surréaliste. Nadat hij zich langzamerhand had losgemaakt van deze beweging stichtte hij samen met Antonin Artaud in 1926 het  Théatre Alfred-Jarry. Daar voerden ze een aantal van hun belangrijkste toneelstukken op, zoals De Geheimen van de Liefde (Les Mystères de l'amour, 1927) en Victor, of de kinderen aan de macht (Victor ou les enfants au pouvoir, 1928), waarmee ze de toon zetten voor het absurd toneel, twintig jaar vóór Eugène Ionesco. The Cambridge Guide to Theatre omschrijft De Geheimen van de Liefde als een surrealistisch meesterwerk. Het wordt nu gezien als een van de klassiekers van de 20e-eeuwse Franse theaterwereld.
Vitrac sloot zich aan bij Georges Bataille als een van de ondertekenaars van Un Cadavre tegen André Breton en droeg artikelen bij aan het tijdschrift Documents: Gaston-Louis Roux (1929, nummer 7), De Roof van de Sabijnse Maagden (1930, nummer 6) en een gedicht Humorage aan Picasso (1930, nummer 3), opgedragen aan Pablo Picasso. Vanaf 1931 werkte hij als journalist en begon hij zich bezig te houden met burleske toneelstukken, die vaak het midden hielden tussen "Théâtre de boulevard" en intieme tragedies. Zijn toneelstukken Coup de Trafalgar (1934) en Les Demoiselles du large (1938) zijn minder bekend, net als zijn slapstickwerken Le Loup-Garou (1939) en Le Sabre de mon père (1951).
Pas na zijn dood werd Vitrac pas echt bekend, toen Jean Anouilh in 1962 Victor, of de kinderen aan de macht opvoerde.
- Biblioteca Nacional de España: XX1155267
- Bibliothèque nationale de France: cb119285655 (data)
- Gemeinsame Normdatei: 118627244
- International Standard Name Identifier: 0000 0001 1023 6648
- Library of Congress Control Number: n50013488
- MusicBrainz: a4916348-ebee-4343-bf3d-c3c5f67455ee
- Nationale Bibliotheek van Tsjechië: jo20000075507
- Nationale Bibliotheek van Israël: 987007463366205171
- Nederlandse Thesaurus van Auteursnamen: 068911017
- Istituto Centrale per il Catalogo Unico: DDSV131222
- LIBRIS: 334329
- SNAC: w6543dnc
- Système universitaire de documentation: 027188566
- Trove: 1003698
- Virtual International Authority File: 32004265
- WorldCat: E39PBJdrKpjRRKDywr9Qq3Mtrq